# یوئی‌ام
یوئی‌ام (انگلیسی: UEM) شرکت دولتی ساخت‌وساز مالزیایی است، که در سال ۱۹۶۶ تأسیس شد.